# Classe Foca (sommergibile 1913)
La classe Foca, o semplicemente classe F, fu la prima classe navale di sommergibili utilizzati dalla Marinha do Brasil. Era composta dalle unità F1, F3 e F5, sommergibili progettati dall'ingegnere navale Cesare Laurenti e costruiti a La Spezia. La classe faceva parte del programma navale della marina del 1906 per l'acquisizione di navi da guerra, con lo scopo di modernizzarla. I sommergibili furono acquistati per fungere da piattaforma di addestramento per gli equipaggi, con poche azioni navali nel corso dei 19 anni in cui furono attivi. La marina incorporò la classe il 17 luglio 1914, e con ciò, ampliò la sua struttura navale per inserire questa nuova arma come la creazione della prima scuola navale per sommergibilisti e l'incorporazione di navi destinate solo a dare appoggio ai sommergibili.
La marina brasiliana soffriva di arretratezza in un periodo in cui il Paese ambiva a collocarsi tra le potenze mondiali dell'epoca. In un primo momento, l'acquisizione di mezzi sommergibili fu accantonata, poiché il governo dava priorità all'adozione di grandi navi d'acciaio. Con l'iniziativa di diversi ufficiali nello sviluppo interno di prototipi di sommergibili e l'apertura di una discussione in proposito nella stampa, il governo iniziò ad analizzare questo mezzo navale, con il primo tentativo di acquisizione nel 1894, quando fu firmato un contratto con l'ingegnere francese Claude Goubet, ma il progetto non venne portato a termine. Fu solamente nel 1910 che il governo effettivamente commissionò i suoi sommergibili agli italiani del cantiere navale FIAT-San Giorgio. I tre sommergibili svolsero servizio essenzialmente sulla costa di Rio de Janeiro, con un solo episodio al di fuori di questa zona: una visita al porto di Santos nel 1914.
Durante la prima guerra mondiale, i sommergibili contribuirono alla vigilanza del porto di Rio de Janeiro. Da quel periodo in poi, la classe prese parte agli eventi legati al Prêmio Independência, un riconoscimento che la marina assegnava alle navi che impiegavano meglio i siluri, e vinse diverse volte. Durante le campagne di addestramento, ci furono alcuni incidenti, anche gravi, con alcuni affondamenti nella baia di Guanabara. In un'occasione l'F5 aveva una valvola di aspirazione dell'aria guasta che portò il sommergibile ad immergersi senza controllo ripetutamente, costringendo l'equipaggio a compiere una manovra che, se non eseguita correttamente, sarebbe stata potenzialmente fatale.
La classe Foca permise al Brasile di sviluppare la nozione di guerra sottomarina, esemplificata con costanti acquisizioni di queste imbarcazioni durante la storia navale del Paese.

## Storia

### Antefatto
Alla fine del XIX secolo, la Marinha do Brasil era arretrata, con navi vecchie e in cattivo stato di manutenzione. Durante il governo di Campos Sales il Brasile, con una popolazione rurale e un'economia agricola, cominciò a crescere economicamente, grazie ai buoni prezzi di mercato di caffè e caucciù ed al relativo aumento di esportazione. All'epoca il Paese aveva una gran parte della popolazione in condizioni economiche modeste, benché l'elite avesse accesso alle innovazioni tecnologiche disponibili in Europa. Fu in questo periodo che il Brasile decise di entrare nel ristretto gruppo di nazioni definite moderne.
Nei circoli navali, era pressoché unanime opinione che le marine migliori fossero quelle che disponevano delle più potenti navi da guerra in acciaio. I giovani dell'élite che studiavano in Europa riportavano il medesimo orientamento, che allignava nella dirigenza navale del Paese. I mezzi sommergibili venivano trascurati nel piano di riequipaggiamento della flotta brasiliana. Ciò nonostante c'erano ufficiali che propugnavano strenuamente l'acquisizione e lo sviluppo dei sottomarini, poiché ne intuivano il grande potenziale, secondo una concezione che già esisteva nelle principali marine del mondo.

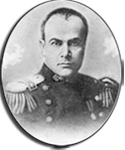
Felinto Perry, uno dei primi fautori dell'integrazione dei sommergibili nella marina brasiliana.

 L'ufficiale di marina tenente Felino Perry, nel 1891, iniziò una campagna di promozione dei sommergibili nel Paese. I suoi articoli sulla stampa promossero il dibattito nei circoli navali sull'inclusione di questo tipo di nave nel piano di riequipaggiamento. L'alto comando della marina ed anche i politici presero ad analizzare questa richiesta. La prima mossa ufficiale per l'acquisizione di sottomarini avvenne nel 1894, quando il governo brasiliano firmò un contratto con l'ingegnere francese Claude Goubet per la costruzione di un sottomarino di 8 metri di lunghezza che avrebbe ricevuto equipaggi provenienti dalla corazzata Riachuelo, che in quel momento si trovava in Francia per ammodernamento, ma la costruzione non era ancora compiuta, per il mancato rispetto del contratto da parte dell'ingegnere.
Alcuni ufficiali brasiliani cominciarono a sviluppare i propri progetti come, per esempio, il modello di sottomarino dell'ufficiale di marina Luís Jacinto Gomes. Il progetto richiese circa 20 anni per essere sviluppato, e dopo alcuni test favorevoli nel 1901, la marina decise di produrlo nell'Arsenal de Marinha do Rio de Janeiro, ma a causa della mancanza di fondi non se ne fece niente. Luís de Mello Marques, un ex ufficiale, progettò un sottomarino modificato basato sul sommergibile nordamericano classe Holland. Il progetto più promettente fu quello del tenente ingegnere navale Emílio Júlio Hess che costruì, nel 1905, un modello con l'innovativa caldaia Hess, una tecnologia di motore a vapore che univa le modalità di navigazione in superficie e in immersione. Questo progetto dimostrava al meglio come il sottomarino potesse essere usato come arma di guerra. Come i suoi predecessori, il piano non fu completato.
Infine, a partire dal 1904, la Marina brasiliana decise di lanciare un ampio programma di modernizzazione della sua flotta. Furono elaborati progetti per l'acquisizione di grandi navi da guerra che avrebbero trasformato il Paese in una potenza navale. Il piano del 1906, diretto dall'ammiraglio Alexandrino Faria de Alencar, fu responsabile dell'acquisizione di due corazzate tipo Dreadnought, due incrociatori, dieci cacciatorpediniere e alcune altre navi più piccole. Il piano includeva anche l'acquisto di tre sottomarini ordinati dall'Italia che sarebbero stati i primi ad operare nel Paese. In Brasile, i sommergibili furono chiamati F1, F3 e F5, formando la classe Foca.

### Costruzione

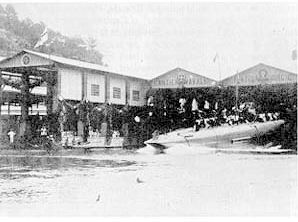
Varo dellF1 nel 1913

La classe Foca fu sviluppata dall'ingegnere navale italiano Cesare Laurenti, che era stato il creatore anche del primo sottomarino italiano, il Delfino. In origine era prevista la costruzione di sottomarini solo per il Brasile, che li aveva ordinati nel 1910. Le imbarcazioni venivano costruite negli stabilimenti FIAT-San Giorgio, a La Spezia, ed erano una versione migliorata del sommergibile italiano Medusa, con modifiche nella torre di comando e migliorie per l'immersione più rapida. Era una versione per l'esportazione contraddistinta dalla denominazione F. Cominciarono ad essere consegnati al Brasile dal 1913. L'F1 fu inaugurato il 23 marzo e varato l'11 giugno, mentre il sommergibile fu ricevuto dal Brasile l'11 di dicembre. L'F3 fu inaugurato il 1 giugno 1912 e varato il 9 novembre 1913; consegnato il 16 marzo 1914. L'F5 fu varato il 4 gennaio 1914, e consegnato il 6 giugno. Tutti i sommergibili brasiliani furono commissionati il 17 luglio 1914.
A causa dello scoppio della prima guerra mondiale, il governo italiano decise di dotarsi di nuovi sottomarini e approfittò dei sottomarini Foca già sviluppati. I sommergibili da F1 a F20 furono costruiti nei cantieri FIAT e Orlando tra il 1916 e il 1917. Il Portogallo acquistò tre sommergibili, che pure in quella flotta furono chiamati [classe] Foca: Foca, Golfinho e Hidra, tutti costruiti nel 1917. Infine, sempre nel 1917, anche la Spagna comprò altri tre sommergibili: Narciso Monturiol, Cosme Garcia e A3.

### Caratteristiche

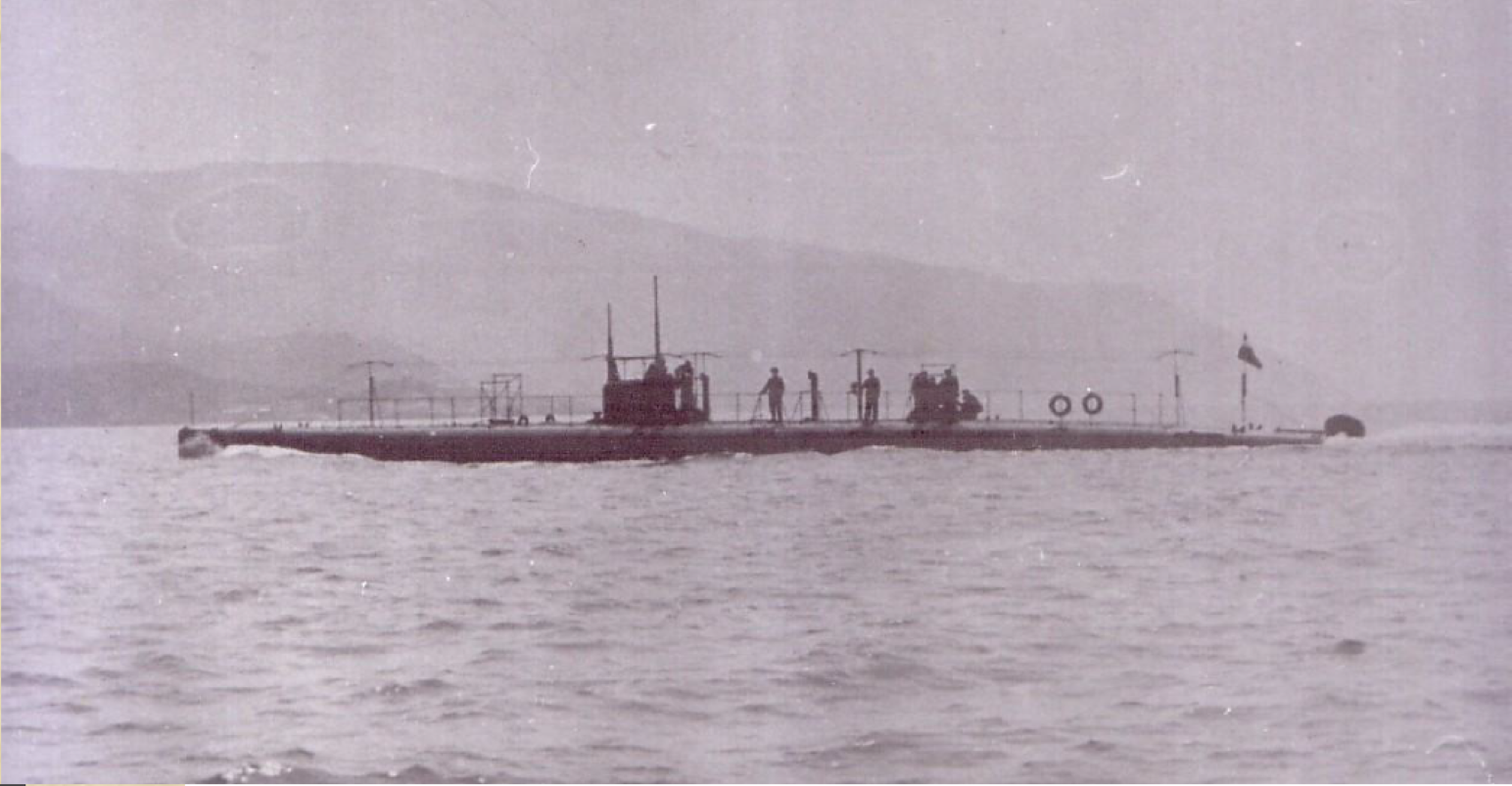
Il sommergibile F1 in data sconosciuta

I sommergibili misuravano 45,15 metri di lunghezza, 4,20 di larghezza; 3 di pescaggio; da 250 a 370 tonnellate di dislocamento; raggiungeva 14,8 nodi in superficie e 9 nodi in immersione; altezza di opera morta di 1,5 m; raggio di azione di 1 685 miglia a 8,5 nodi in superficie; cento miglia a 4,5 nodi in immersione; profondità di collaudo 40 metri, con equipaggio di 23 uomini, di cui due ufficiali (altre fonti dicono che i sommergibili misuravano 42,5 metri di lunghezza, 2,6 di larghezza e velocità di crociera di 16 nodi in superficie). Avevano due periscopi retrattili di un metro. Vi erano due motori diesel da 350 HP ciascuno, due motori elettrici da 260 HP ciascuno e batterie con 240 elementi da duemila ampere di capacità e con un tempo di scarica di dieci ore. La direzione era controllata manualmente, mediante un doppio timone verticale e due timoni orizzontali.
Erano dotati, secondo l'estratto storico dei sottomarini nella raccolta della Diretoria do Patrimônio Histórico e Documentação da Marina, di "chiglia di piombo e bolina, quattro serbatoi di zavorra di 46 tonnellate ciascuno, serbatoio di compensazione di 4,8 tonnellate, due serbatoi di trimmaggio di 0, 8 tonnellate ciascuno, due serbatoi di olio combustibile, interni al serbatoio dell'olio combustibile liquido di 11 tonnellate, due serbatoi di olio lubrificante di 0,98 tonnellate ciascuno, serbatoio di compensazione per siluri di 1,8 tonnellate e due serbatoi di riserva per siluri di 0,65 tonnellate ciascuno." Il sistema radiotelegrafico di tipo Marconi del sottomarino consisteva in una campana di trasmissione pneumatica e quattro cuffie di ricezione, con una potenza di 0,2 kilowatt e una portata massima di 30 miglia.

### Servizio
I sommergibili F1, F3 e F5 cominciarono ad arrivare nel Paese nel 1914, essendo stati commissionati il 17 luglio dello stesso anno. Le imbarcazioni erano assoggettate al comando di Felinto Perry, che ne aveva personalmente supervisionato la costruzione. Fu quello stesso giorno del 17 luglio la data di creazione della Flottiglia di Sommergibili, composta dalla classe Foca alle dipendenze del Comando di Difesa Mobile, con sede nell'isola di Mocanguê a Niterói. Fondamentalmente, i servizi dei sottomarini Foca consistevano nell'apprendimento della gestione e della manutenzione delle navi da parte dei membri del loro equipaggio, con missioni limitate alla baia di Guanabara, alla baia di Ilha Grande e alle zone di Cabo Frio e São Sebastião, sempre con il supporto di navi di superficie. Per quanto si sa, l'unico porto al di fuori di questa zona di operazione visitato dalla classe è stato il porto di Santos. Sempre nel 1914, fu creato il Premio Indipendenza (predecessore delle operazioni TORPEDEX e ECHO), di cui fu autore il capitano di corvetta Alberto Lemos Basto, che premiava le navi che mandavano a bersaglio maggior numero di siluri in una gara, e   veniva premiata anche la classe.
L'anno seguente, nel 1915, si diplomò il primo corso di ufficiali sommergibilisti del Paese. Due anni dopo, la flottiglia di sommergibili contava sul supporto della nave appoggio Ceará, che offriva supporto mobile per riparazioni, manutenzione, fornitura di siluri, energia elettrica, aria compressa, carburante, acqua dolce e distillata, pezzi di ricambio e alloggio durante le sue operazioni. Era l'unica nave della marina che permetteva l'attracco di un sottomarino F per i test e le riparazioni, tuttavia, paradossalmente, non c'è traccia di ciò che si sia mai verificato in tutto il periodo di attività della classe. Durante la prima guerra mondiale, i sommergibili iniziarono a sorvegliare e pattugliare la costa di Rio de Janeiro, con l'unico incidente rappresentato dalla quasi collisione dell'F1 con il mercantile a vapore Gurupy.

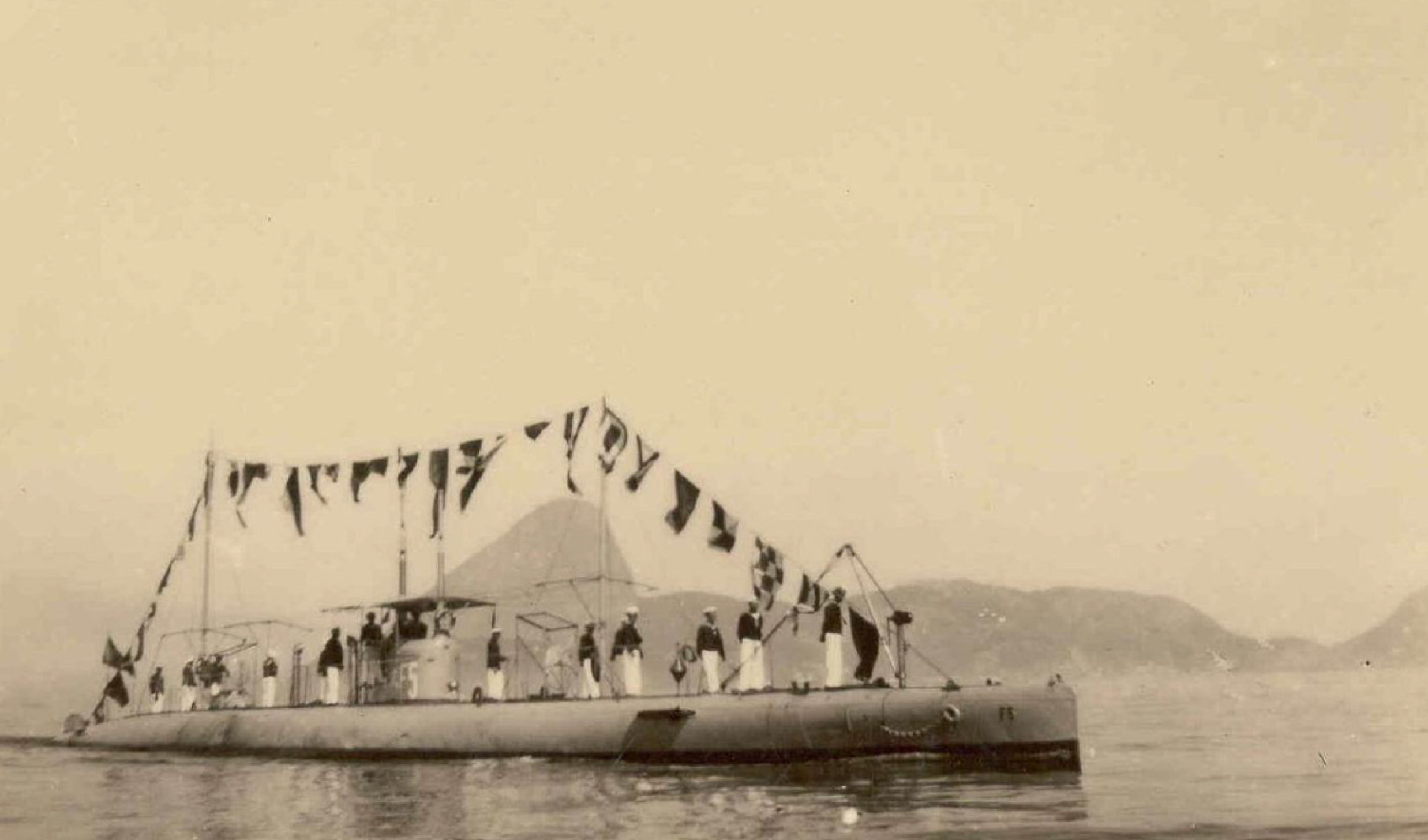
Sommergibile F5 in data sconosciuta

Tra il 1917 e il 1928, i sommergibili compirono regolarmente le loro missioni, ottenendo il Premio Indipendenza nel 1917, 1918 e 1922. L'anno precedente, l'F3, in addestramento per vincere il premio, aveva subito un incidente di stabilità orizzontale, senza danni per l'equipaggio. L'anno seguente, l'F5 subì un grave incidente di immersione, quando la valvola di scarico ebbe una perdita e l'acqua salata inondò uno dei suoi compartimenti, portando il sommergibile sul fondo della baia di Guanabara, dove rimase per un po' a 23 metri di profondità. L'equipaggio riuscì a tornare in superficie poco dopo. Nel 1924, l'F5 fu tra le navi schierate dal governo brasiliano per attaccare la corazzata ribelle São Paulo; eseguì tre immersioni, pronto al combattimento, ma non risulta che abbia aperto il fuoco contro la nave. Nel 1928, il nome della flottiglia fu cambiato in Flotilha de Submarinos. L'anno successivo fu integrato nella flottiglia il sommergibile di squadra Humaytá, sempre di fabbricazione italiana.
Nell'aprile 1933 si verificò un incidente con l'F1. Dopo aver navigato sott'acqua per due ore alla baia di Guanabara, ad una profondità di dieci metri, il comandante del sommergibile, capitano di corvetta Mattoso Maia, ordinò l'emersione, che si fermò due metri prima della superficie. Tuttavia, il sommergibile non completò la manovra e tornò giù, stabilizzandosi di nuovo a dieci metri. Nonostante tutti i tentativi di risalire in superficie, la nave ripeté la stessa manovra altre due volte, salendo di due metri prima calare nuovamente a meno dieci. L'idea di una rottura dell'impianto idraulico o di una cattiva tenuta sulla valvola di ingresso dell'aria per la manovra di emersione fu ritenuta fondata quando venne  analizzata dopo l'episodio. L'equipaggio decise di abbandonare le pompe di sentina elettriche, un atto pericoloso nella situazione in cui si trovavano poiché qualsiasi inconveniente nella procedura avrebbe provocato un incidente mortale, e riuscì a portare il sommergibile in sicurezza in superficie. Lo stesso anno, il 18 novembre fu emesso l'avviso ministeriale n. 4.232, che ordinava la messa fuori servizio dei tre sommergibili, concluso con l'esibizione di disarmo e la sfilata dell'equipaggio in saluto il 30 dicembre. Gli scafi dei sommergibili sono stati usati come base per i pilastri del ponte Escaleres della Scuola Navale sulla'isola di Villegagnon a Rio de Janeiro.

## Retaggio

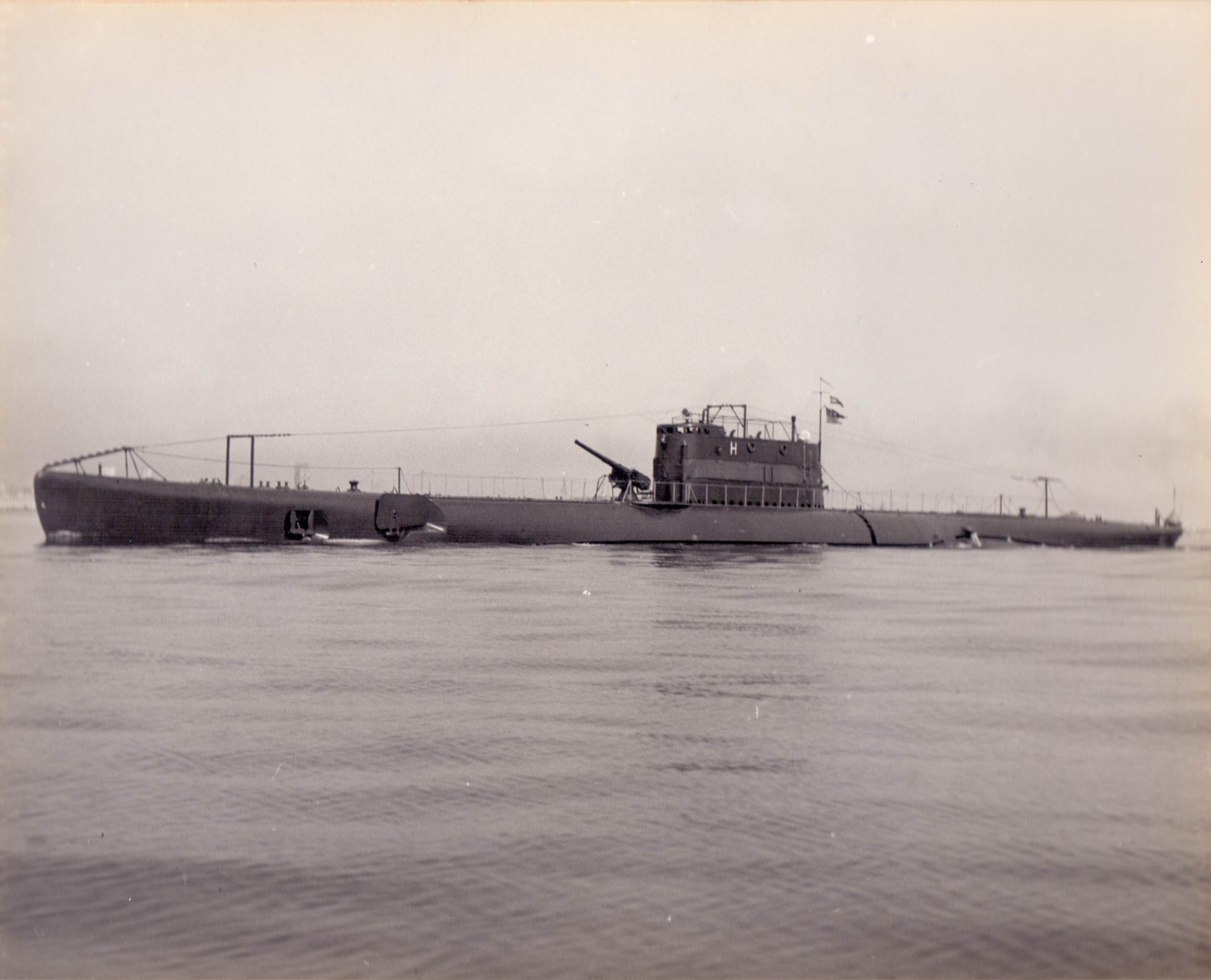
S Humaytá (H)

L'incorporazione dei sommergibili F1, F3 e F5 diede il via al ruolo di sommergibilista nel Paese. Anche se modesti, questi sommergibili permettevano l'apprendimento delle tecniche di funzionamento e governo che avrebbero costituito la formazione dei futuri sommergibilisti. La data dell'incorporazione di queste navi, il 17 luglio, è stata scelta per essere celebrata come Giornata dei Sommergibilisti nella Marina Brasiliana.
L'acquisizione della classe Foca fu per il Paese la porta d'ingresso nel gruppo di nazioni che intuivano il potenziale militare dei sottomarini, cosa che si dimostrò corretta visto il successo delle azioni sottomarine tedesche nelle due grandi guerre mondiali. Inoltre, l'arrivo dei primi sommergibili promosse un ampio cambiamento nella strutturazione navale brasiliana. Nel 1915, fu costruita la prima scuola navale per ufficiali sommergibilisti, istruiti dagli stessi comandanti dei sommergibili F. L'anno seguente, nacque la Base Sommergibili permanente, che sostituì la base mobile. La costruzione stessa di questi sommergibili era sotto la supervisione di ingegneri del Paese. Parallelamente all'addestramento degli allievi sulle tecniche di manovra delle imbarcazioni, l'arrivo dei sommergibili favorì anche lo sviluppo della subacquea, con il primo corso per palombari tenuto nel 1914.

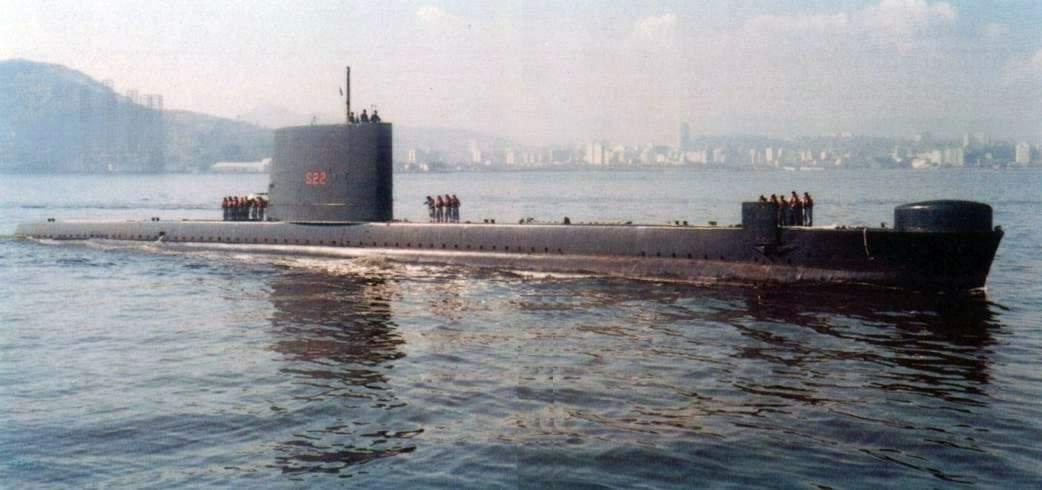
S Riachuelo (S-22) della classe Humaitá

Pochi anni dopo l'incorporazione dei tre sommergibili, il paese iniziò un nuovo programma di acquisizioni di questo mezzo navale, iniziando nel 1929 con l'acquisto di un altro sommergibile italiano, l'S Humaytá, un sommergibile molto più grande, considerato grande per gli standard dell'epoca, che operò nella Marina brasiliana fino al 1950. Questo fu seguito dall'acquisizione di sommergibili di classe Perla, anch'essi italiani, che in Brasile furono chiamati sottomarini di classe T: Tupy, Tymbira e Tamoyo. Questi sommergibili giocarono un ruolo intenso nella seconda guerra mondiale nell'addestramento delle scorte dei convogli e delle tattiche antisommergibile per le unità di superficie e gli aerei. Nel 1955, la corvetta Imperial Marinheiro fu incorporata alla flottiglia di sottomarini per sostituire il già obsoleto sommergibile di appoggio Ceará. Nel 1957 furono incorporati i sottomarini Humaitá (S-14) e Riachuelo (S-15), che operarono nella Marina degli Stati Uniti durante la seconda guerra mondiale, e nel 1963 il Rio Grande do Sul (S-11) e il Bahia (S-12), anch'essi nordamericani. In quell'anno, la flottiglia fu rinominata Força de Submarinos. Negli anni 1970, la forza sottomarina fu affiancata da sottomarini della classe Guanabara, sempre della flotta nordamericana e, infine, dai sottomarini della classe Humaitá acquistati dal Regno Unito.

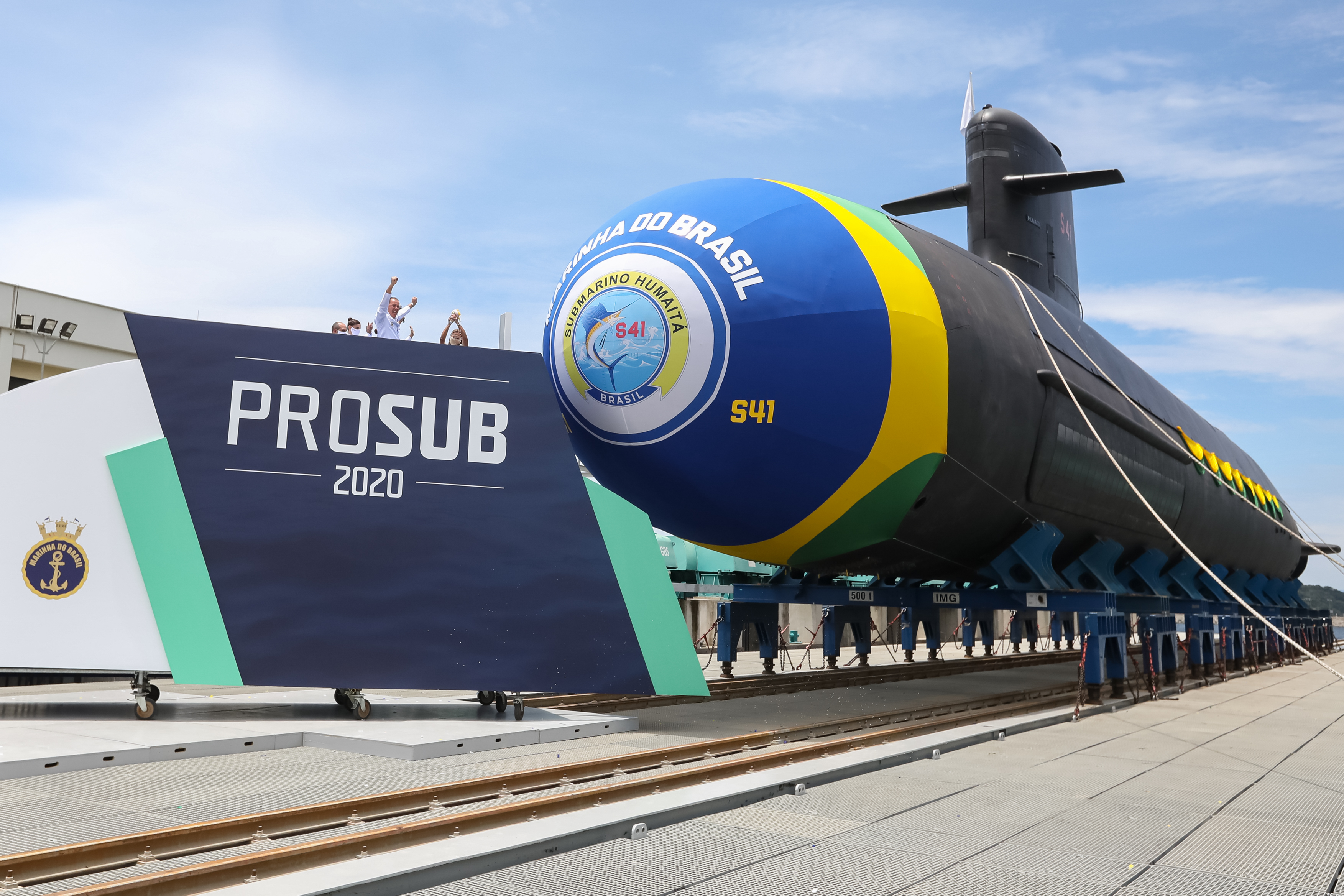
S Humaitá (S-41), il sottomarino più moderno impiegato dalla Marinha do Brasil.

All'inizio degli anni '80, il Brasile lanciò un programma di costruzione di sottomarini sul territorio nazionale, inaugurato dalla classe Tupi, frutto di un contratto firmato con il consorzio tedesco Ferrostaal/HDW, che permise la costruzione nazionale di sottomarini basati sulla classe IKL-209-1400. Nel 2006, il Brasile ha costruito il S Tikuna (S-34), anch'esso basato su questa classe. Infine, il programma di sviluppo dei sottomarini della marina brasiliana è emerso nel 2008 con l'obiettivo di proteggere la costa brasiliana, la zona economica esclusiva del Brasile  e le sue potenziali risorse. Da questo programma saranno lanciati quattro sottomarini convenzionali, S Riachuelo (S-40), S Humaitá (S-41), S Tonelero (S-42) e S Angostura (S-43), basati sulla classe Scorpène francese, e un sottomarino nucleare, SN Álvaro Alberto (SN-10), il primo del suo genere ad essere impiegato nel Paese. I sottomarini Foca, pur avendo una capacità limitata e che, all'epoca, dispiacque all'ammiraglio Alexandrino de Alencar, furono responsabili dell'introduzione della nozione di guerra sottomarina nella Marina brasiliana, che fu evidenziata dalla costante acquisizione di sottomarini dopo l'incorporazione degli F, e che quindi, nel XXI secolo, è l'area che riceve la maggior parte delle risorse dell'istituzione.

### Articoli
- Araújo, Johny Santana de (2005). «A construção do Poder Naval brasileiro no início do século XX: dos programas navais à grande guerra (1904-1917)» (PDF). Rio de Janeiro. Navigator. 1 (2). ISSN 0100-1248. Cópia arquivada (PDF) em 14 de novembro de 2021
- Bento, Carlos Norberto Stumpf (2015). «As Campanhas Submarinas Alemã e Norte-Americana na Segunda Guerra Mundial» (PDF). Revista de Villegagnon. ISSN 1981-3589
- Fernandes, Marisa (2016). «A Arma Submarina na Estratégia Alemã na Primeira Guerra Mundial» (PDF). Nação e Defesa (145). ISSN 0870-757X
- Filho, João Roberto Martins (16 de junho de 2008) [2007]. «Navios da discórdia» Revista de História da Biblioteca Nacional (12). ISSN 1808-4001. Cópia arquivada em 9 de agosto de 2016
- Marinha do Brasil-a. «Ceará Tender de Submersíveis» (PDF). Marinha do Brasil. Diretoria do Patrimônio Histórico e Documentação da Marinha
- Marinha do Brasil-b. «Encouraçado Riachuelo» (PDF). Marinha do Brasil. Diretoria do Patrimônio Histórico e Documentação da Marinha
- Marinha do Brasil-c. «F1 Submarino» (PDF). Marinha do Brasil. Diretoria do Patrimônio Histórico e Documentação da Marinha
- Pereira, Eudes de Almeida (2008). «Os Primeiros Submarinos» (PDF). Revista de Villegagnon. ISSN 1981-3589

### Libri
- Brasil, Marinha do (2014). 100 anos Força de Submarinos. Rio de Janeiro: Fundação Getúlio Vargas. ISBN 978-85-64878-21-1
- Filho, João Roberto Martins (2010). A Marinha brasileira na era dos encouraçados, 1895-1910. Rio de Janeiro: Fundação Getúlio Vargas. 224 páginas. ISBN 978-85-225-0803-7
- Fontenoy, Paul E. (2007). Submarines: An Illustrated History of Their Impact. Santa Barbara, Calif.: ABC-CLIO. ISBN 1851095632. OCLC 123967432
- Gardiner, Robert; Gray, Randal (1985). Conway's All the world's fighting ships, 1906-1921. Annapolis, Md.: Naval Institute Press. ISBN 0-87021-907-3

### Online
- DefesaTV, Redação (17 de julho de 2019). «Dia do Submarinista da Marinha do Brasil». DEFESA TV. Consultado em 26 de julho de 2021. Cópia arquivada em 26 de julho de 2021
- Galante, Alexandre (5 de agosto de 2017). «Os 100 anos da Força de Submarinos e o Prosub». Poder Naval - A informação naval comentada e discutida. Consultado em 29 de julho de 2021
- marinha.mil-a. «O PROSUB | PROSUB». www.marinha.mil.br. Consultado em 29 de julho de 2021
- marinha.mil-b. «Finalidade | Submarinos Convencionais». www.marinha.mil.br. Consultado em 29 de julho de 2021
- marinha.mil-c. «Finalidade | Submarino Nuclear». www.marinha.mil.br. Consultado em 29 de julho de 2021
- marinha.mil-d. «A Idéia do Submarino na Marinha do Brasil». www.marinha.mil.br. Consultado em 24 de julho de 2021
- Navios de Guerra do Brasil-a. «NGB - Submarino F 1». www.naval.com.br. Consultado em 25 de julho de 2021
- Navios de Guerra do Brasil-b. «NGB - Submarino F 3». www.naval.com.br. Consultado em 25 de julho de 2021
- Navios de Guerra do Brasil-c. «NGB - Submarino F 5». www.naval.com.br. Consultado em 25 de julho de 2021
- Navios de Guerra Brasileiros-d. «NGB - Submarino de Esquadra Humaytá». www.naval.com.br. Consultado em 29 de julho de 2021
- Portal Terra. «Submarinos do Brasil: frota brasileira, novos modelos, submarino nuclear e mais». Terra. Consultado em 29 de julho de 2021
- Wiltgen, Guilherme (12 de julho de 2021). «Comando da Força de Submarinos completa 107 anos». Defesa Aérea & Naval. Consultado em 25 de julho de 2021